# BU-113
La Carretera BU-113 es una vía terrestre de Castilla y León, en la provincia de Burgos, comarca de Ribera del Duero. Discurre entre Bahabón de Esgueva  N-1  y Villovela de Esgueva  CL-619 , siguiendo el cauce del río por el Valle del Esgueva.

## Inicio
Comienza en la localidad burgalesa de Bahabón de Esgueva  N-1 .

## Trazado
En dirección oeste, hacia la provincia de Valladolid:
- Santibáñez de Esgueva
- Cabañes de Esgueva  BU-110
- Pinillos de Esgueva  BU-V-1134
- Terradillos de Esgueva  BU-V-1134
- Villatuelda
- Torresandino  BU-P-1131
- Villovela de Esgueva  CL-619

Actualmente, la carretera BU-113 incluye el trazado de la antigua carretera BU-112 que iba desde Bahabón de Esgueva  N-1  hasta Cabañes de Esgueva  BU-110  .